# 大阪地域合同労働組合
大阪地域合同労働組合（おおさかちいきごうどうろうどうくみあい）は大阪府・市を中心とした地域を活動範囲とする合同労働組合である。

## 概要
連合傘下の連合大阪地方ユニオンに加盟する個人加入可能な労働組合であり、多くの業種の労働者が加入している。個人加入の組合であるが、できる限り職場で複数の組合員からなる分会を結成する事を基本としている。2017年現在までに結成された分会数は300を超える。40年を超える活動実績のある分会もある。

## 沿革
- 1972年 - 結成。初代委員長は竹田保
- 1993年 - 連合に加盟